# Незвичайні пригоди Карика і Валі (художній фільм)
«Незвичайні пригоди Карика і Валі» (рос. «Необыкновенные приключения Карика и Вали») — радянський дитячий двосерійний фантастичний художній фільм, поставлений на кіностудії «Ленфільм» у 1987 році режисером Валерієм Родченко за однойменною повістю Яна Ларрі.

## Сюжет
Брат і сестра, Карик і Валя, випадково зменшили себе до розмірів комах, випивши незвичайний еліксир, знайдений ними в квартирі їхнього сусіда, професора Єнотова. У той час як їх шукають невтішні батьки і міліція, професор розуміє, куди пропали діти, і сам, випивши еліксир, зменшується і відправляється на їхні пошуки. Зустрівшись, учений веде дітей до порятунку, попутно розповідаючи про життя комах та інших тварин, пояснюючи їм основи екології.

## У ролях
- Василь Ліванов —  професор Іван Гермогенович Єнотов
- Анна Дикуль —  Валя
- Альоша Черцов —  Карик
- Олена Попова —  Олена, мама Карика і Валі
- Віктор Михайлов —  Віктор, тато Карика і Валі
- Ольга Волкова —  бабуся
- Михайло Свєтін —  фотограф Андрій Іванович Шмідт
- Леонід Ярмольник —  дільничний Французов
- Володимир Воробйов —  полковник міліції
- Андрій Смирнов

## Знімальна група
- Сценарій —  Олександр Александров
- Постановка —  Валерія Родченко
- Оператори-постановники —  Олег Куховаренко, Ігор Плаксін
- Художник-постановник —  Віра Зелінська
- Композитор —  Віктор Бабушкін